# دون واين رينو
دون واين رينو (بالإنجليزية: Don Wayne Reno)‏ هو عازف بانجو أمريكي، ولد في 8 فبراير 1963.

## وصلات خارجية
- دون واين رينو على موقع ميوزك برينز (الإنجليزية)
- دون واين رينو على موقع ديسكوغز (الإنجليزية)